# Дірк Бунстра
Дірк Бунстра (фриз. Dirk Boonstra; 24 лютого 1893 — 9 вересня 1944, концтабір Дахау) — нідерландський поліцейський, сержант поліції Грейпскерку, депортований до концтабору за відмову разом з колегами заарештувати сімох літніх євреїв.

## Біографія
Вранці 9 березня 1943 року Бунстра та його колеги Ян Дедденс, Клаас Берґа, Тьонніс Бултуіс, Теодор Буунк, Тьєрк ван дер Гаув, Ґерт Гольваст, Рульф Малдер, Віллем Влім та Ян Ельзінґа отримали наказ заарештувати сімох літніх євреїв, які мешкали в Грейпскерку, та депортувати їх до концентраційного табору Вестерборк, але вони відмовилися виконати цей наказ. Через два дні їх викликав районний комендант, який намагався переконати їх виконати наказ. Вони знову відмовилися. Того ж дня вони отримали догану від регіонального коменданта в Гронінгені; він теж намагався переконати їх, погрожуючи депортацією до концтаборів. Після чергової відмови їх депортували до концтабору Герцогенбуш поблизу міста Вюгт, а після втечі одного з в'язнів 7 березня 1944 року ізолювали у сумнозвісному «бункері». 24 травня Бунстру перевели до Дахау, де він помер 9 вересня того ж року. Сім літніх євреїв також було депортовані до табору знищення і незабаром після прибуття вони були отруєні газом. 14 листопада 1988 року Дірк Бунстра отримав звання Праведника народів світу.